# 内部転換 (化学)

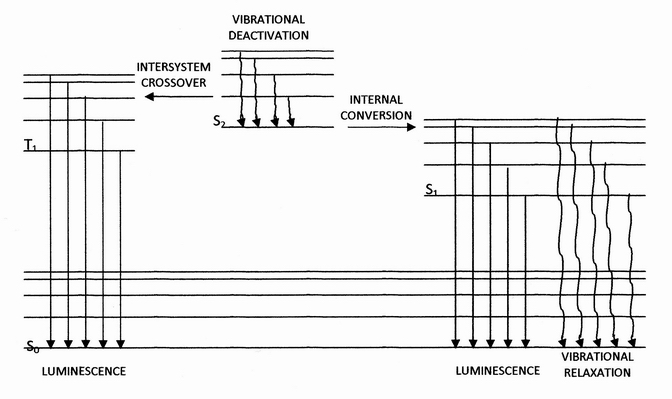
項間交差（左）と内部転換（右）を示したヤブロンスキー図

内部転換（ないぶてんかん）とは、分子や原子における高エネルギー準位から低エネルギー準位への遷移のことである 。
この過程は光子を放出しないため、しばしば無輻射脱励起とも呼ばれる。同じ無輻射過程である項間交差では分子のスピン状態は変化するが、内部転換ではスピン状態は変化しない。励起エネルギーは熱（分子振動）に変化する。